# عرقيص
العرقيص أو المفصلية (الاسم العلمي: Desmodium) هو جنس من النباتات يتبع الفصيلة البقولية من رتبة الفوليات.